# Зирка (Херсонская область)

Зирка на автодороге М-14

Зирка (укр. Зірка) — село в Константиновской сельской общине Каховского района Херсонской области Украины. В 2022 году, во время вторжения России на Украину, село было захвачено. На данный момент находится под оккупацией ВС РФ.
Население по переписи 2001 года составляло 239 человек. Почтовый индекс — 74641. Телефонный код — 5544. Код КОАТУУ — 6522680303.